# Thievy Bifouma
Thievy Guivane Bifouma Koulossa (Saint-Denis, 13 maggio 1992) è un calciatore francese naturalizzato congolese (Repubblica del Congo), attaccante dell'Persepolis e della nazionale congolese.

## Carriera

### Club
Thievy ha trascorso le giovanili tra Strasburgo ed Espanyol. 
Ha debuttato il 13 marzo 2011 nella Liga durante la gara vinta per 2-0 con la maglia dell'Espanyol nei confronti del Deportivo. 
Il 10 agosto 2011 segna una tripletta durante una gara amichevole contro il Barcellona, conclusasi 3-0.

### Nazionale
Debutta con la nazionale del Congo il 2 agosto 2014 nel pareggio 0-0 contro il Ruanda, in una gara valida per le qualificazioni alla Coppa d'Africa 2015.
Segna il suo primo gol in nazionale un mese più tardi, il 6 aprile, contribuendo con due reti alla vittoria per 3-2 sulla Nigeria.

## Statistiche

### Cronologia presenze e reti in nazionale
| Cronologia completa delle presenze e delle reti in nazionale ― Rep. del Congo | Cronologia completa delle presenze e delle reti in nazionale ― Rep. del Congo | Cronologia completa delle presenze e delle reti in nazionale ― Rep. del Congo | Cronologia completa delle presenze e delle reti in nazionale ― Rep. del Congo | Cronologia completa delle presenze e delle reti in nazionale ― Rep. del Congo | Cronologia completa delle presenze e delle reti in nazionale ― Rep. del Congo | Cronologia completa delle presenze e delle reti in nazionale ― Rep. del Congo | Cronologia completa delle presenze e delle reti in nazionale ― Rep. del Congo |
| Data                                                                          | Città                                                                         | In casa                                                                       | Risultato                                                                     | Ospiti                                                                        | Competizione                                                                  | Reti                                                                          | Note                                                                          |
| ----------------------------------------------------------------------------- | ----------------------------------------------------------------------------- | ----------------------------------------------------------------------------- | ----------------------------------------------------------------------------- | ----------------------------------------------------------------------------- | ----------------------------------------------------------------------------- | ----------------------------------------------------------------------------- | ----------------------------------------------------------------------------- |
| 2-8-2014                                                                      | Kigali                                                                        | Ruanda                                                                        | 0 – 0 dts (0 – 3 dtr)                                                         | Rep. del Congo                                                                | Qual. Coppa d'Africa 2015                                                     | -                                                                             | 88’                                                                           |
| 6-9-2014                                                                      | Abuja                                                                         | Nigeria                                                                       | 2 – 3                                                                         | Rep. del Congo                                                                | Qual. Coppa d'Africa 2015                                                     | 2                                                                             |                                                                               |
| 10-9-2014                                                                     | Pointe-Noire                                                                  | Rep. del Congo                                                                | 2 – 0                                                                         | Sudan                                                                         | Qual. Coppa d'Africa 2015                                                     | -                                                                             | 75’                                                                           |
| 11-10-2014                                                                    | Pointe-Noire                                                                  | Rep. del Congo                                                                | 0 – 2                                                                         | Sudafrica                                                                     | Qual. Coppa d'Africa 2015                                                     | -                                                                             |                                                                               |
| 15-10-2014                                                                    | Polokwane                                                                     | Sudafrica                                                                     | 0 – 0                                                                         | Rep. del Congo                                                                | Qual. Coppa d'Africa 2015                                                     | -                                                                             |                                                                               |
| 15-11-2014                                                                    | Pointe-Noire                                                                  | Rep. del Congo                                                                | 0 – 2                                                                         | Nigeria                                                                       | Qual. Coppa d'Africa 2015                                                     | -                                                                             |                                                                               |
| 19-11-2014                                                                    | Khartoum                                                                      | Sudan                                                                         | 0 – 1                                                                         | Rep. del Congo                                                                | Qual. Coppa d'Africa 2015                                                     | -                                                                             |                                                                               |
| 10-1-2015                                                                     | Dakar                                                                         | Capo Verde                                                                    | 3 – 2                                                                         | Rep. del Congo                                                                | Amichevole                                                                    | 1                                                                             | 50’                                                                           |
| 17-1-2015                                                                     | Bata                                                                          | Guinea Equatoriale                                                            | 1 – 1                                                                         | Rep. del Congo                                                                | Coppa d'Africa 2015 - 1º turno                                                | 1                                                                             |                                                                               |
| 21-1-2015                                                                     | Bata                                                                          | Gabon                                                                         | 0 – 1                                                                         | Rep. del Congo                                                                | Coppa d'Africa 2015 - 1º turno                                                | -                                                                             |                                                                               |
| 25-1-2015                                                                     | Ebibeyin                                                                      | Rep. del Congo                                                                | 2 – 1                                                                         | Burkina Faso                                                                  | Coppa d'Africa 2015 - 1º turno                                                | 1                                                                             | 63’                                                                           |
| 31-1-2015                                                                     | Bata                                                                          | Rep. del Congo                                                                | 2 – 4                                                                         | RD del Congo                                                                  | Coppa d'Africa 2015 - Quarti di Finale                                        | 1                                                                             |                                                                               |
| 5-9-2015                                                                      | Bissau                                                                        | Guinea-Bissau                                                                 | 2 – 4                                                                         | Rep. del Congo                                                                | Qual. Coppa d'Africa 2017                                                     | -                                                                             | 87’                                                                           |
| 13-10-2015                                                                    | Brazzaville                                                                   | Rep. del Congo                                                                | 2 – 1                                                                         | Benin                                                                         | Amichevole                                                                    | 2                                                                             | 75’                                                                           |
| 14-11-2015                                                                    | Addis Abeba                                                                   | Etiopia                                                                       | 3 – 4                                                                         | Rep. del Congo                                                                | Qual. Mondiali 2018                                                           | 1                                                                             | 78’                                                                           |
| 17-11-2015                                                                    | Brazzaville                                                                   | Rep. del Congo                                                                | 2 – 1                                                                         | Etiopia                                                                       | Qual. Mondiali 2018                                                           | 1                                                                             | 68’                                                                           |
| 23-3-2016                                                                     | Ndola                                                                         | Zambia                                                                        | 1 – 1                                                                         | Rep. del Congo                                                                | Qual. Coppa d'Africa 2017                                                     | -                                                                             | 23’                                                                           |
| 27-5-2016                                                                     | Marrakech                                                                     | Marocco                                                                       | 2 – 0                                                                         | Rep. del Congo                                                                | Amichevole                                                                    | -                                                                             | 61’                                                                           |
| 5-6-2016                                                                      | Nairobi                                                                       | Kenya                                                                         | 2 – 1                                                                         | Rep. del Congo                                                                | Qual. Coppa d'Africa 2017                                                     | -                                                                             |                                                                               |
| 9-10-2016                                                                     | Brazzaville                                                                   | Rep. del Congo                                                                | 1 – 2                                                                         | Egitto                                                                        | Qual. Mondiali 2018                                                           | -                                                                             |                                                                               |
| 27-3-2017                                                                     | Nouakchott                                                                    | Mauritania                                                                    | 2 – 1                                                                         | Rep. del Congo                                                                | Amichevole                                                                    | -                                                                             | 20’                                                                           |
| 10-6-2017                                                                     | Kinshasa                                                                      | RD del Congo                                                                  | 3 – 1                                                                         | Rep. del Congo                                                                | Qual. Coppa d'Africa 2019                                                     | 1                                                                             | 65’                                                                           |
| 1-9-2017                                                                      | Kumasi                                                                        | Ghana                                                                         | 1 – 1                                                                         | Rep. del Congo                                                                | Qual. Mondiali 2018                                                           | 1                                                                             | Cap. 26’                                                                      |
| 5-9-2017                                                                      | Brazzaville                                                                   | Rep. del Congo                                                                | 1 – 5                                                                         | Ghana                                                                         | Qual. Mondiali 2018                                                           | -                                                                             | Cap.                                                                          |
| 8-10-2017                                                                     | Borg El Arab                                                                  | Egitto                                                                        | 2 – 1                                                                         | Rep. del Congo                                                                | Qual. Mondiali 2018                                                           | -                                                                             | Cap.                                                                          |
| 8-11-2017                                                                     | Brazzaville                                                                   | Rep. del Congo                                                                | 1 – 1                                                                         | Benin                                                                         | Amichevole                                                                    | -                                                                             | 46’                                                                           |
| 12-11-2017                                                                    | Brazzaville                                                                   | Rep. del Congo                                                                | 1 – 1                                                                         | Uganda                                                                        | Qual. Mondiali 2018                                                           | -                                                                             |                                                                               |
| 25-3-2018                                                                     | Mantes-la-Ville                                                               | Rep. del Congo                                                                | 2 – 0                                                                         | Guinea-Bissau                                                                 | Amichevole                                                                    | 1                                                                             | 88’                                                                           |
| 8-9-2018                                                                      | Brazzaville                                                                   | Rep. del Congo                                                                | 1 – 1                                                                         | Zimbabwe                                                                      | Qual. Coppa d'Africa 2019                                                     | 1                                                                             | 69’                                                                           |
| 11-10-2018                                                                    | Brazzaville                                                                   | Rep. del Congo                                                                | 3 – 1                                                                         | Liberia                                                                       | Qual. Coppa d'Africa 2019                                                     | -                                                                             |                                                                               |
| 18-11-2018                                                                    | Brazzaville                                                                   | Rep. del Congo                                                                | 1 – 1                                                                         | RD del Congo                                                                  | Qual. Coppa d'Africa 2019                                                     | 1                                                                             |                                                                               |
| 26-3-2021                                                                     | Brazzaville                                                                   | Rep. del Congo                                                                | 0 – 0                                                                         | Senegal                                                                       | Qual. Coppa d'Africa 2021                                                     | -                                                                             |                                                                               |
| 30-3-2021                                                                     | Bissau                                                                        | Guinea-Bissau                                                                 | 3 – 0                                                                         | Rep. del Congo                                                                | Qual. Coppa d'Africa 2021                                                     | -                                                                             | 75’                                                                           |
| 4-6-2022                                                                      | Bamako                                                                        | Mali                                                                          | 4 – 0                                                                         | Rep. del Congo                                                                | Qual. Coppa d'Africa 2023                                                     | -                                                                             | Cap. 66’                                                                      |
| 8-6-2022                                                                      | Brazzaville                                                                   | Rep. del Congo                                                                | 1 – 0                                                                         | Gambia                                                                        | Qual. Coppa d'Africa 2023                                                     | -                                                                             | Cap.                                                                          |
| 24-9-2022                                                                     | Brazzaville                                                                   | Rep. del Congo                                                                | 3 – 3                                                                         | Madagascar                                                                    | Amichevole                                                                    | -                                                                             | 69’                                                                           |
| 27-9-2022                                                                     | Mohammedia                                                                    | Rep. del Congo                                                                | 0 – 2                                                                         | Mauritania                                                                    | Amichevole                                                                    | -                                                                             | 60’                                                                           |
| 23-3-2023                                                                     | Brazzaville                                                                   | Rep. del Congo                                                                | 1 – 2                                                                         | Sudan del Sud                                                                 | Qual. Coppa d'Africa 2023                                                     | 1                                                                             | Cap.                                                                          |
| 27-3-2023                                                                     | Dar es Salaam                                                                 | Sudan del Sud                                                                 | 0 – 1                                                                         | Rep. del Congo                                                                | Qual. Coppa d'Africa 2023                                                     | -                                                                             | Cap. 76’                                                                      |
| 18-6-2023                                                                     | Brazzaville                                                                   | Rep. del Congo                                                                | 0 – 2                                                                         | Mali                                                                          | Qual. Coppa d'Africa 2023                                                     | -                                                                             | 87’                                                                           |
| 10-9-2023                                                                     | Marrakech                                                                     | Gambia                                                                        | 2 – 2                                                                         | Rep. del Congo                                                                | Qual. Coppa d'Africa 2023                                                     | -                                                                             | cap. 65’                                                                      |
| Totale                                                                        |                                                                               | Presenze                                                                      | 41                                                                            |                                                                               | Reti                                                                          | 16                                                                            |                                                                               |

## Palmarès

### Individuale
- Capocannoniere della Coppa d'Africa: 1

Guinea Equatoriale 2015